# Sky Group
Sky Group je kompanija za satelitsku televiziju sa sedištem u Londonu koja deluje na području Ujedinjenog Kraljevstva i Republike Irske.
Nastala je godine 1990. spajanjem kompanija Sky Television i British Satellite Broadcasting. Danas predstavlja najveću Pay-TV kompaniju u Ujedinjenom Kraljevstvu sa preko 10 miliona pretplatnika.
39,1 posto udela komapnije kontroliše međunarodna kompanija News Corporation.

## Spoljašnje veze
- Званични веб-сајт
- Zvanična stranica korporacije Архивирано на веб-сајту  (5. децембар 2008)